# Студено буче
Студѐно бу̀че е село в Северозападна България. То се намира в община Монтана, област Монтана.

## География
Село Студено буче се намира на 5 километра северно от град Монтана на пътя за Видин. През него преминава река Бучка, която извира от Веренишкото бърдо. В долния край на селото в река Бучка се влива река Буковец, извираща в местността „Буковец“ на село Войници. Релефът на землището на селото е много нагънат, редуват се многобройни долове, долчинки и дерета с равнинни площи годни за земеделие.
Общата площ на землището е около 25 хиляди декара, като обработваема от нея е 16800 декара. Селото е много богато с подпочвени води. Рядкост са къщите в селото без кладенци, или както там се наричат, „герани“. Селото притежава многобройни масиви от широколистни гори. На територията му се намират два големи язовира – „Ягодник“ на два километра западно и „Долна вода“ на три километра североизточно от селото.

## История
На мястото където се намира сега, историята на Студено Буче започва през 17 век. По това време селото се е намирало на около три километра надолу по течението на река Бучка. Старото село се е казвало Бановци. Някъде през средата на 17 век започнала да върлува чумна епидемия, която взела много жертви. Хората от Бановци решили да напуснат селото си и преселят на друго място.
Землището на селото по това време е било покрито в по-голямата си част с вековни букови гори, обработваемата земя е била малко. Основният поминък наред със земеделието е било и скотовъдството, и по-точно свиневъдството. Из вековните букови гори са пасли многобройни стада свине. Пастирът на едно такова стадо, загубил една свиня-майка и когата я намерил след няколко дена, тя се била опрасила в някаква дупка. Когато разгледал добре въпросната дупка, свинаря установил, че това е вход за ранно-християнска черква. Селото сметнало това за знамение и всички се преместили на новото място, около разкопаната древна черква. И до днес личи разринатата земя около нея. Скоро в района открили стар кладенец, който и днес съществува, всички го наричат „Селския геран“. Водата в него, както и водата на многобройните извори в района е била студена и хубава. И от студената вода, и многобройните вековни буки се е родило новото име на селото, а именно Студено буче. До 1970-те и 1980-те години в местността Ягодник все още са се срещали вековни букови дървета, но вече са само история.
През лятото на 1950 година, в разгара на колективизацията, горянска група в селото извършва бомбен атентат срещу събрание на местни комунисти, участниците са осъдени на доживотен затвор.

## Религии
Част от жителите на селото ни са православни християни. Другата част са атеисти, но и те уважават православната религия, без да са вярващи. Цялото село празнува и почита християнските празници, и обичаи. Други вероизповедания в селото няма.

## Обществени институции
- Кметство
- Читалище „Изгрев“ основано на 25.12.1927 г. и читалище „Зора-2005“ основано 2005 г.
- В селото функционира и основно училище „Св. св. Кирил и Методий“. До 09.09.1944 г. то се е казвало „Александър Батенберг“. Първите сведения за училището са от 1851 г. По това време до църквата се прави сграда, от една стая за килийно училище от селата Кошарник, Войници и Студено буче. Обучават се ученици от първо до трето отделение. Десетина години преди това е имало килийно училище в къщите на Петър П.Петров и Младен Илиев, които същевременно са били и учители. Училището е едно от петте запазени учебни заведения в двадесет и трите селата на Монтанска община. Обучават се сто деца от с. Студено буче, с. Войници и кв. „Кошарник“ на Монтана. През 2006 г. училището празнува 150 години от създаването си. Сградата на училището се състои от две слепени една за друга части. Старата част е направена през 1894 г., а новата през 1934 г. от кмета по това време Ангел Иванов Попов роден в село Вълкова Слатина. Поради демографски причини броят на децата намалява и според изискванията на Министерството на образованието за пълняемост на паралелките училището е закрито на 15.09.2009 г. След тази дата учениците се извозват с автобус в Монтана-Осмо СОУ „Отец Паисий“

## Галерия
- Кметството на селото
- Читалище „Зора“
- Училището

## Културни и природни забележителности
- В близост до селото се намира пещерата „Сушица“.Сушица
- В селото има паметник на загиналите съселяни във войните през 1912 – 1913, 1915 – 1918, 1944 – 1945 г. и в септемврийското въстание през 1923 г.
- На територията му се намират два големи язовира – „Ягодник“ на два километра западно и „Долна вода“ на три километра североизточно от селото.

## Редовни събития
- Фолклорен събор и земляческа среща „Китка“. Провежда се първата събота и неделя на месец август. Началото е поставено през 1988 г. от кмета Трифон Миланов и инициативен комитет от селото и земляци от цяла България.
- Съборът на село Студено Буче се празнува в неделята след Спасов ден. Той няма точно определена дата и се мести в края на месец май или началото на юни, според това как се пада Великден, а от там и Спасов ден.

## Известни личности родени в Студено буче
- Драган Папазоглу – войвода, бивш кърджалия, участвал в първото сръбско въстание 1804 г. Ръководел създадената от него в Софийско, кавалерийска чета от 300 души.
- Иван Димитров – Оглавявал революционния комитет в селото за участие в Априлското въстание 1876 г. Събирал пари за същото.
- Ангел Атанасов – опълченец, загинал на в. Шипка през 1877 г. в Руско-турската война.
- Георги Ангелов Петров (17 септември 1954) български джудист.